# Lord-lieutenant de Caithness
Le Lord-lieutenant du Caithness est le représentant personnel du monarque Britannique dans une area définie depuis 1975 comme étant constituée du district de Caithness, en Écosse. Cette définition a été renouvelée par Lord-Lieutenants (Scotland) Order 1996.Auparavant, la région de la lieutenance était le comté de Caithness, qui a été supprimé en tant que area du gouvernement local par la Local Government (Scotland) Act 1973. Le district a été créé en vertu de l'acte de 1973 comme un district de la région des Highland à deux niveaux et a été aboli comme une area d'administration locale dans le cadre du Local Government (Scotland) Act 1994, qui a transformé la région des Highlands en une région unitaire council area.

## Liste des Lord-Lieutenants de Caithness
- James Sinclair, 12e comte de Caithness 17 mars 1794 – 16 juillet 1823
- Alexander Campbell Sinclair, 13e comte de Caithness 19 août 1823 – 24 décembre 1855
- James Sinclair, 14e comte de Caithness 29 février 1856 – 28 mars 1881
- George Philips Alexander Sinclair, 15e comte de Caithness 7 mai 1881 – 28 mai 1889
- William Cavendish-Bentinck, 6e duc de Portland 26 juillet 1889 – 1919
- Archibald Henry Macdonald Sinclair, 1er vicomte Thurso 4 novembre 1919 – 1964
- Brigadier Sir George David Keith Murray 12 août 1964 – 1965 [2]
- John Sinclair 10 décembre 1965 – 1973[3]
- Robin Sinclair, 2e Vicomte Thurso 1er mai 1973 – 29 avril 1995 [4]
- Major Graham Dunnet 16 février 1996 – 2004
- Margaret Annie Geddes Dunnett 12 mai 2004 – présent